# Shakespeares late romances
Shakespeares late romances, vaak simpelweg "de romances" genoemd, vormen een groep stukken waarvan veel onderzoekers vermoeden dat het Shakespeares laatste toneelstukken zijn. Deze groep omvat Pericles, Prince of Tyre, The Winter's Tale en The Tempest, en vaak ook The Two Noble Kinsmen en Cymbeline. De term romances waarmee naar deze werken wordt verwezen, werd voor het eerst gebruikt in Edward Dowdens Shakespeare: A Critical Study of His Mind and Art (1875).
Oorspronkelijk werden deze stukken in de First Folio van 1623 door John Heminges en Henry Condell bij de komedies gerangschikt (uitgezonderd Cymbeline, dat bij de tragedies werd ondergebracht), maar latere onderzoekers hebben daar nu hun twijfels over of dit wel terecht was. Ze zijn immers duidelijk geïnspireerd op de middeleeuwse romanceliteratuur en onderscheiden zich ook op andere punten van typische komedies. De genoemde stukken hebben als romance de volgende kenmerken gemeen:
- Een verlossende verhaallijn met een happy end zoals bij de hereniging van lang gescheiden familieleden;
- Magie en andere fantastische elementen;
- Het verschijnen van een deus ex machina, die zich vaak manifesteert als een Romeinse god (zoals Jupiter in Cymbeline of Diana in Pericles);
- Een mengsel van "beschaafde" en "pastorale" scènes (zoals de edelen en de eilandbewoners in The Tempest);
- Shakespeares poëzie is een terugkeer naar de lyrische stijl van zijn vroege stukken, hoewel zachter en diepgaander.